# Thor Heyerdahl (Schiff)

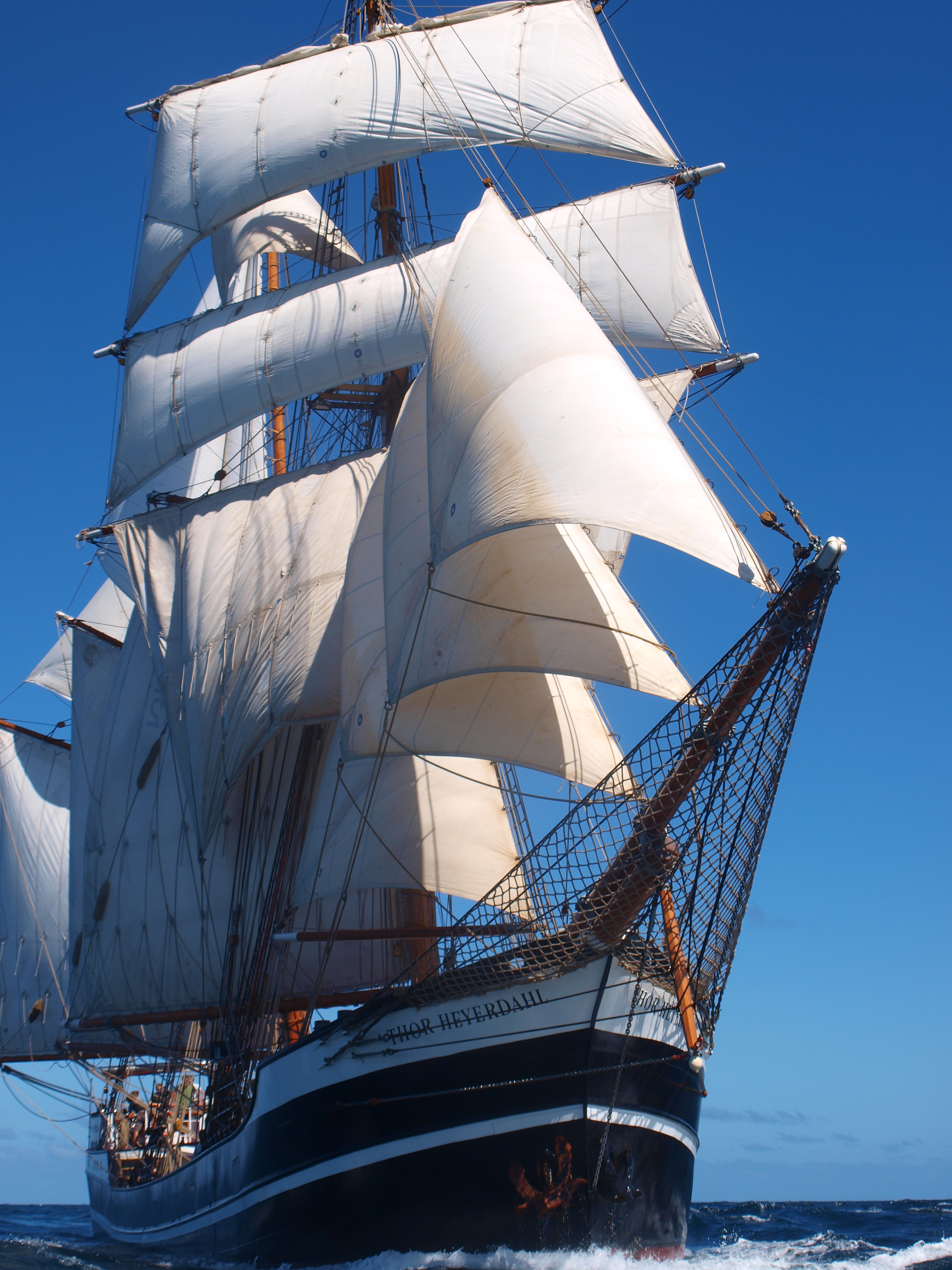
Die Thor Heyerdahl unter vollen Segeln auf dem Atlantik

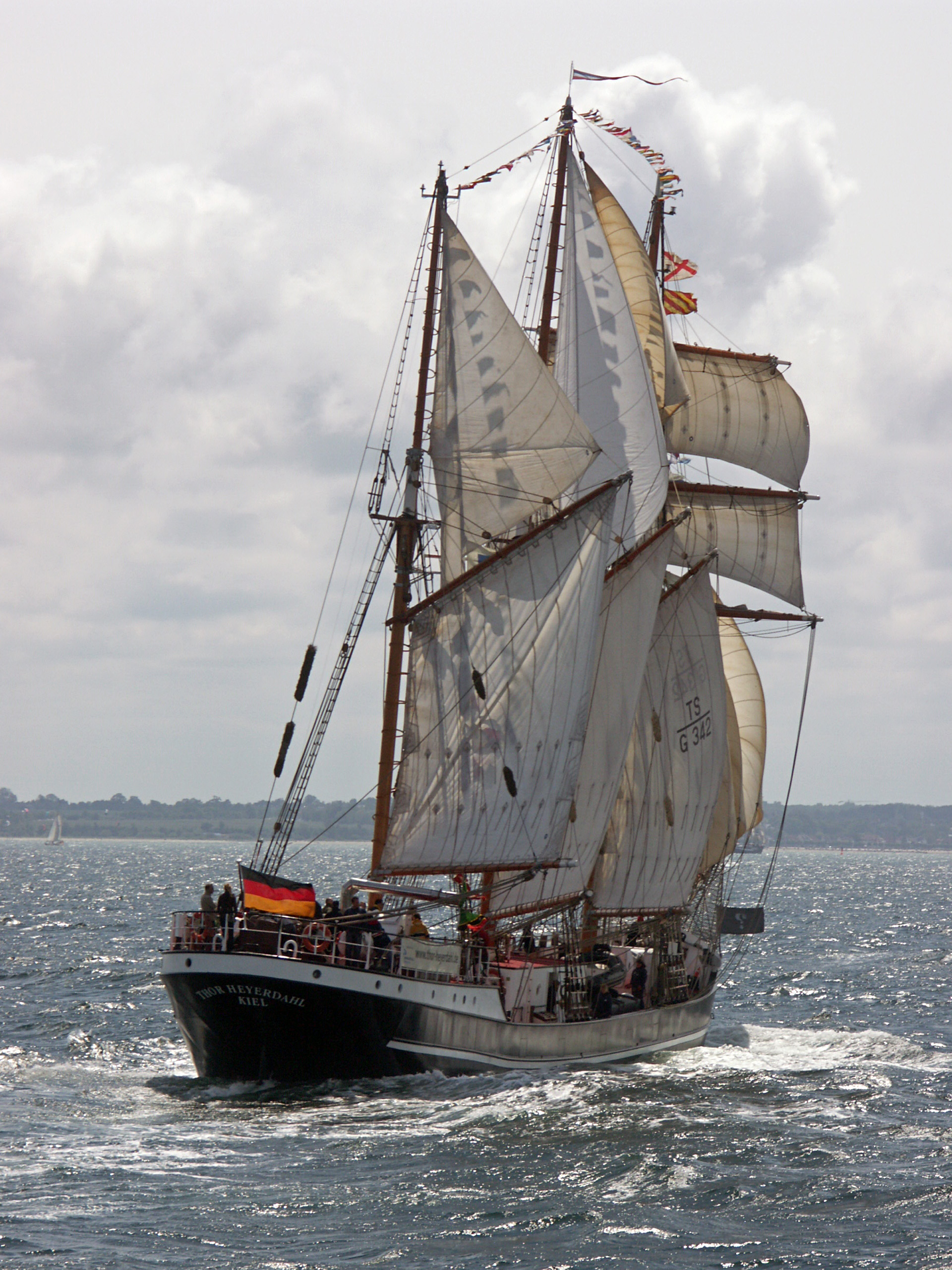
Heckansicht der Thor Heyerdahl 2009 vor Kiel

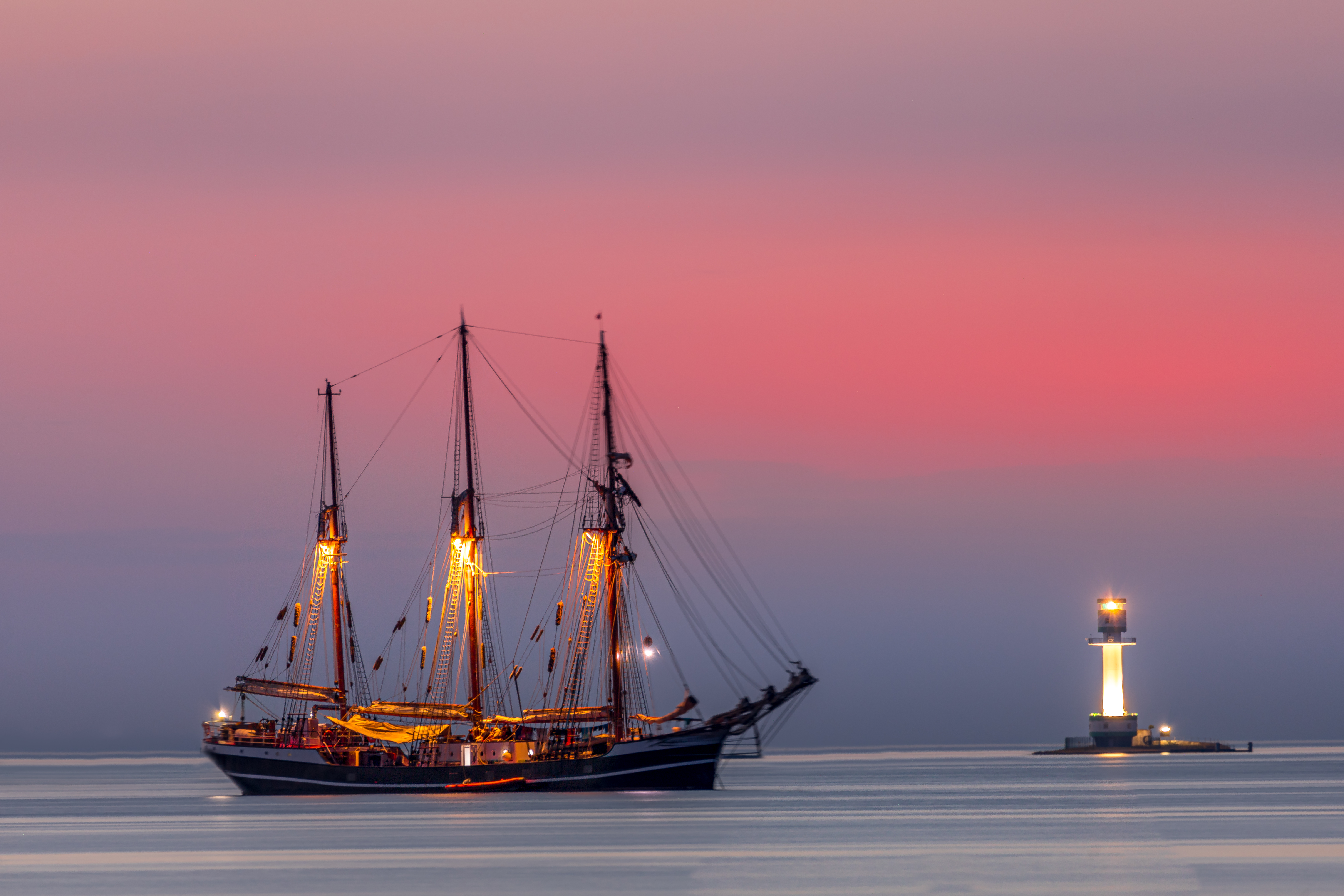
Die Thor Heyerdahl in Kiel vor dem Leuchtturm Friedrichsort (2021)

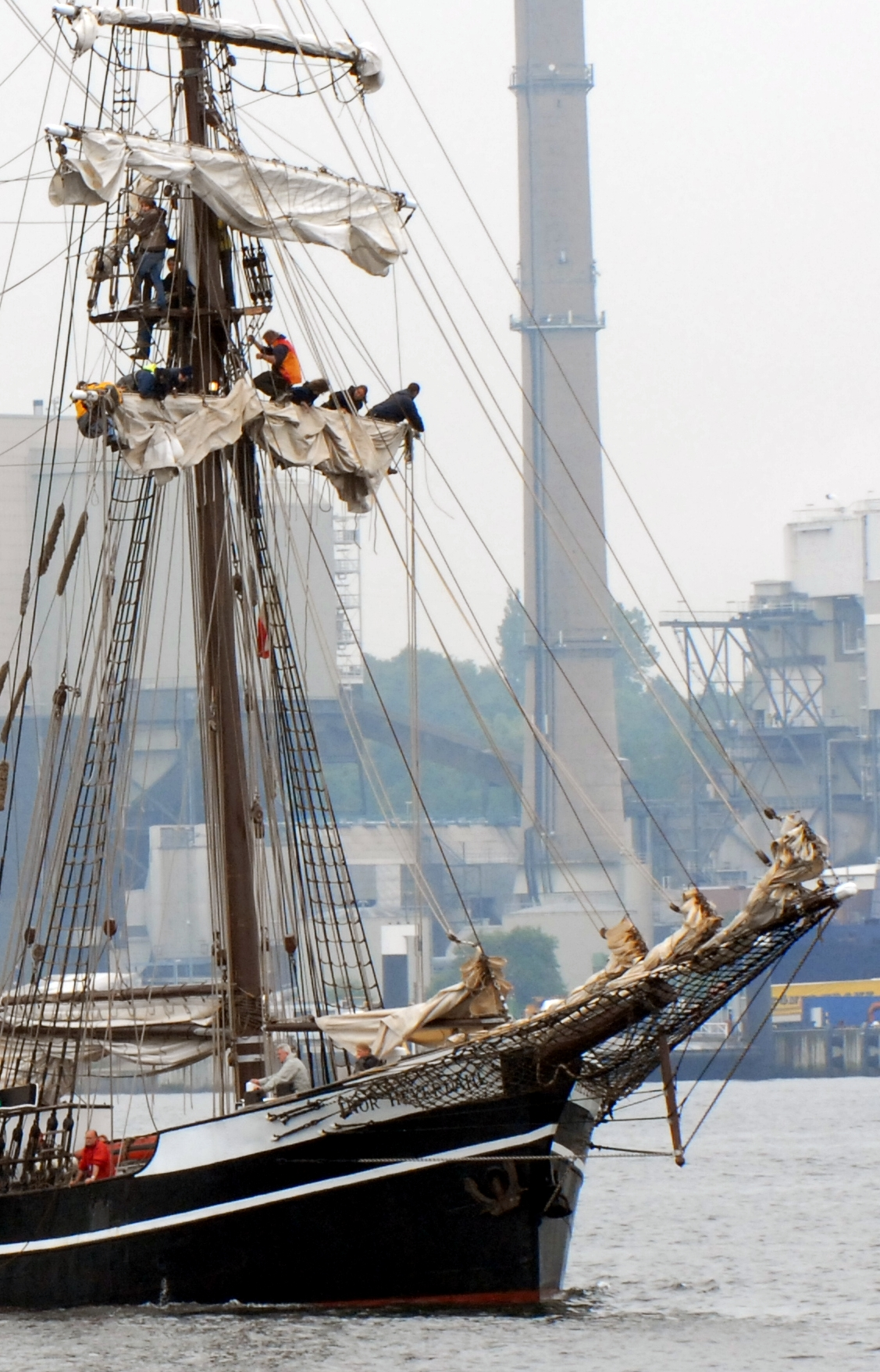
Packen der Segel während der Kieler Woche 2007

Die Thor Heyerdahl – früher Tinka, Marga Henning, Silke und Minnow – ist ein 1930 gebautes Schiff, das heute unter deutscher Flagge als Dreimast-Toppsegelschoner (Dreimast-Segelschiff) fährt. Das Schiff wurde nach dem norwegischen Forscher und Abenteurer Thor Heyerdahl (1914–2002) benannt. Der Heimathafen ist Kiel, Deutschland.
Heute fährt die Thor Heyerdahl im Sinne der Erlebnispädagogik vor allem mit Mannschaften von jungen Mitseglern auf dem Atlantik und in der Ostsee.

## Schiffsgeschichte
Die Thor Heyerdahl wurde 1930 unter dem Namen Tinka auf der Werft Smit & Zoon in Westerbroek (Niederlande) als Motorschiff mit Hilfsbesegelung gebaut. Der erste Heimathafen war Hamburg.
In den nächsten 50 Jahren wurde das Schiff unter wechselnden Namen als Frachtschiff bis nach Südafrika und in die Karibik eingesetzt. Während dieser Zeit wurde 1951 die Tragfähigkeit des Schiffes auf 300 Tonnen erweitert, indem der Rumpf mittschiffs um einige Meter verlängert wurde.
1979 wurde das heruntergekommene Küstenmotorschiff von zwei Segelliebhabern erworben und 1979 bis 1983 zum Dreimast-Toppsegelschoner umgebaut. Einer der beiden neuen Eigner des Schiffes, Detlef Soitzek, war 1977 bis 1978 im Indischen Ozean als Navigator auf der Schilfbootexpedition „Tigris“ des norwegischen Anthropologen, Zoologen, Geologen, Ethnologen, Botanikers und Weltreisenden Thor Heyerdahl mitgefahren. Er regte an, das Schiff auf den Namen des Norwegers zu taufen. Der Namenspatron nahm die Ehre gern entgegen, zumal er, wie auch viele andere, die Restaurierung und Wiederbenutzung eines alten Segelschiffes sehr befürwortete.
Seit 1983 wird die Thor Heyerdahl vom Verein Thor Heyerdahl e. V. betrieben, der heute über 1000 Mitglieder zählt. Im Sommer wird das Schiff auf Nord- und Ostsee eingesetzt, im Winter befährt es die Gewässer der Kanarischen Inseln und der Karibik.
Mehr als 20.000 vor allem junge Mitsegler sind bisher auf Fahrten der Thor Heyerdahl mitgefahren. Die Reisen werden im Sinne der Erlebnispädagogik (ganzheitliches Erziehungs- und Bildungskonzept) durchgeführt.
Die Thor Heyerdahl ist eingetragenes Schiff der Sail Training Association Germany, die die Segelausbildung inklusive klassischer Seemannschaft für junge Menschen fördert, und hat wiederholt an Großsegler-Veranstaltungen der Sail Training Association teilgenommen. Das Schiff segelte bei der Sail Amsterdam 1985 und 2010 sowie bei der Sail in Bremerhaven 1986, Hamburg 1989 und Bremerhaven 1990, 1995 und 2000 mit.
Im Juli 2007 wurde der Thor Heyerdahl durch die See-Berufsgenossenschaft aufgrund von nicht mehr zeitgemäßen Sicherheitseinrichtungen die Fahrerlaubnis entzogen. Am 9. August konnte sich die See-Berufsgenossenschaft und der Verein Thor Heyerdahl e. V. vor dem Verwaltungsgericht Hamburg in einem Vergleich darauf einigen, das Auslaufverbot unter Auflagen aufzuheben. Die bis 20. Oktober 2007 geplanten Sommerreisen konnten in einem begrenzten Fahrgebiet in der Ostsee durchgeführt werden.
Von Oktober 2007 bis Juni 2009 wurde das Schiff bei HDW in Kiel grundsaniert. Die Thor Heyerdahl wurde mit den heute vorgeschriebenen Systemen, Normen und Sicherheitseinrichtungen neu aufgebaut. Seitdem wird das Schiff für diverse Mitsegelangebote eingesetzt.

### KUS – Klassenzimmer unter Segeln
Seit 2008 findet „KUS – Klassenzimmer unter Segeln“ von Oktober bis April mit rund 30 Schülern der 10. und 11. Jahrgangsstufe als Schulprojekt der Friedrich-Alexander-Universität Erlangen-Nürnberg statt. Das Bayerische Staatsministerium für Unterricht und Kultus hat das Projekt einem Schulbesuch im Ausland gleichgestellt.
KUS beginnt in Kiel und führt über Teneriffa in die Karibik. Dort finden mehrwöchige Landaufenthalte statt. Die Heimreise führt über die Bermudas und die Azoren zurück nach Kiel.

### High Seas High School
Von 1993 bis 2006 wurde auf der Thor Heyerdahl in Kooperation mit der Hermann-Lietz-Schule Spiekeroog die „High Seas High School“ (englisches Wortspiel; deutsch etwa „Hochsee-Hochschule“) durchgeführt, die ursprünglich auf der Fridtjof Nansen ins Leben gerufen worden war. Bis zu 30 Schüler der 11. gymnasialen Jahrgangsstufe (Alter 15–18 Jahre) aus Internaten und staatlichen Gymnasien segelten von Deutschland über die Kanarischen Inseln in die Karibik, zum süd- oder mittelamerikanischen Festland und nach Kuba und schließlich über die Azoren zurück zum Heimathafen Kiel. Auf den knapp sieben Monate dauernden Fahrten waren die Schüler einerseits als Mitsegler in den Bordalltag und die Segelmanöver integriert und erhielten andererseits an Bord regulären Schulunterricht (z. B. Deutsch, Englisch, Spanisch, Mathematik, Physik usw.). Landausflüge von den angelaufenen Häfen aus und Kurzsprachkurse an Land ergänzten die Erfahrung; während dieser Zeiten wurde das Schiff für zweiwöchige Fahrten mit erwachsenen Mitseglern genutzt. Die Fahrt 2000/2001 wurde von einem professionellen Filmteam begleitet (Regisseur: Torsten Truscheit). Aus den Aufnahmen entstand die Dokumentations-Serie Junge Herzen, die 2002 im ZDF ausgestrahlt wurde. Seit 2007 wird die „High Seas High School“ auf dem Segelschiff Johann Smidt organisiert.

## Schiffsdaten
| Takelage / Rigg           | Dreimast-Toppsegelschoner |
| IMO-Nr                    | 5221491 |
| Rufzeichen                | DKQH |
| TS-Nummer                 | TS-G 342 |
| Heimathafen               | Kiel |
| Eigner                    | Segelschiff Thor Heyerdahl gemeinnützige Fördergesellschaft mbH, Geschäftsführer: Detlef Soitzek                                                                                   |
| Rumpf                     | Stahl, geschweißt (alt: genietet) |
| Länge über alles (Lüa)    | heute 49,48 m (alt 49,83 m) |
| Rumpflänge                | heute 42,50 m |
| Breite                    | 6,53 m |
| Tiefgang                  | 2,90 m (alt 2,55 m) |
| Großmast-Höhe             | 29 m |
| Segelfläche               | 830 m² |
| Besegelung                | Flieger, Außenklüver, Mittelklüver, Innenklüver, Stagfock, 3 Gaffelsegel, 2 Gaffeltoppsegel, 1 Großstengestagsegel, 1 Marssegel, 1 Bramsegel und 1 Breitfock, 2 Skysegel, Leesegel |
| Besatzung                 | max. 50 (9–14 Mann Stammbesatzung und bis zu 36 zahlende Gäste) |
| Maschine („Motor“)        | 400 PS Deutz-Diesel, 6 Zylinder, Baujahr 1951, maximal 400/min |
| Hilfsmaschine             | 2 Hilfsdiesel. Generator Stromkreis 220/380 Wechselstrom bzw. 24 V Gleichstrom. |
| Rescueboat:               | 40 PS |
| Sicherheitseinrichtungen: | 3 Rettungsinseln für je 25 Personen, Rettungswesten, Feuerlöscher, stationäre und mobile Feuerlöschpumpen, Satellitennotsender (EPIRB), 2 Radartransponder                         |